# Swarte Leeuw (schip, 1601)

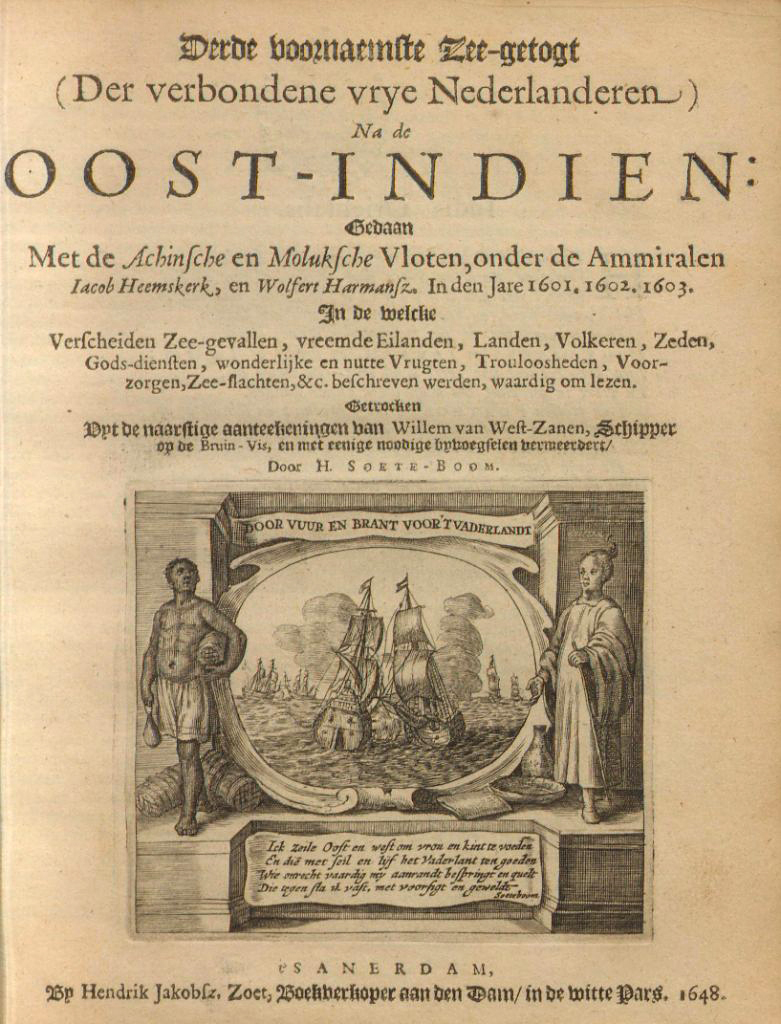
Titelpagina van Derde voornaemste Zee-getogt na de Oost-Indien, met de Achinsche en Moluksche Vloten uit 1648.

De Swarte Leeuw was een schip van de Vereenigde Amsterdamse Compagnie, dat in april 1601 uitvoer in een vloot onder leiding van Jacob van Heemskerck met bestemming Atjeh, en, als de peper daar schaars mocht zijn, eventueel Bantam. Met deze Atjehse vloot en de bijbehorende Molukse vloot van Wolfert Harmensz veranderde de relatie tussen de Nederlanders en de Portugezen in Azië van neutraliteit in openlijk militair conflict. In april 1603 was de met peper volgeladen Swarte Leeuw weer terug in Nederland.

## De Atjehse vloot
De Atjehse vloot telde acht schepen: de Amsterdam, met de admiraal Van Heemskerck aan boord, de Hoorn, de Alkmaar, de Witte Leeuw, de jachten Enkhuizen, Rode Leeuw en Groene Leeuw, en de Swarte Leeuw, met de viceadmiraal Jan Grenier aan boord en schipper Adriaen Maertensz. Block. Stuurman was Reijer Cornelisz., die een journaal bijhield dat later gepubliceerd zou worden. De schepen voeren tegelijk uit met de vijf schepen van de Molukse vloot die nog uitgerust was door de Oude Compagnie en onder bevel stond van Wolfert Harmensz. Om elkaar niet te beconcurreren zouden ze in Azië uit elkaars vaarwater blijven.
De Swarte Leeuw vertrok een dag voor de rest van de vloot, op 22 april 1601, vanuit de Wielingen in Zeeland. In het Kanaal voegde het zich bij de andere schepen. Op 8 mei scheidde de sneller zeilende Molukse vloot zich af. De Atjehse vloot kwam op 19 mei in het zicht van een Spaanse vloot van dertien schepen die onderweg was naar Amerika. Een poging die vloot te vermijden mislukte, en in de daaropvolgende schermutselingen werd het jacht Rode Leeuw zwaar beschadigd en sneuvelden meerdere bemanningsleden, waaronder de schipper Pieter Claesz. De Swarte Leeuw raakte in een poging de Rode Leeuw te helpen bijna in botsing met de Amsterdam, en kwam toen te midden van de Spaanse vloot terecht. Daaraan ontsnappend raakte het de eigen vloot kwijt. Het voer daarna alleen verder.

## Atjeh

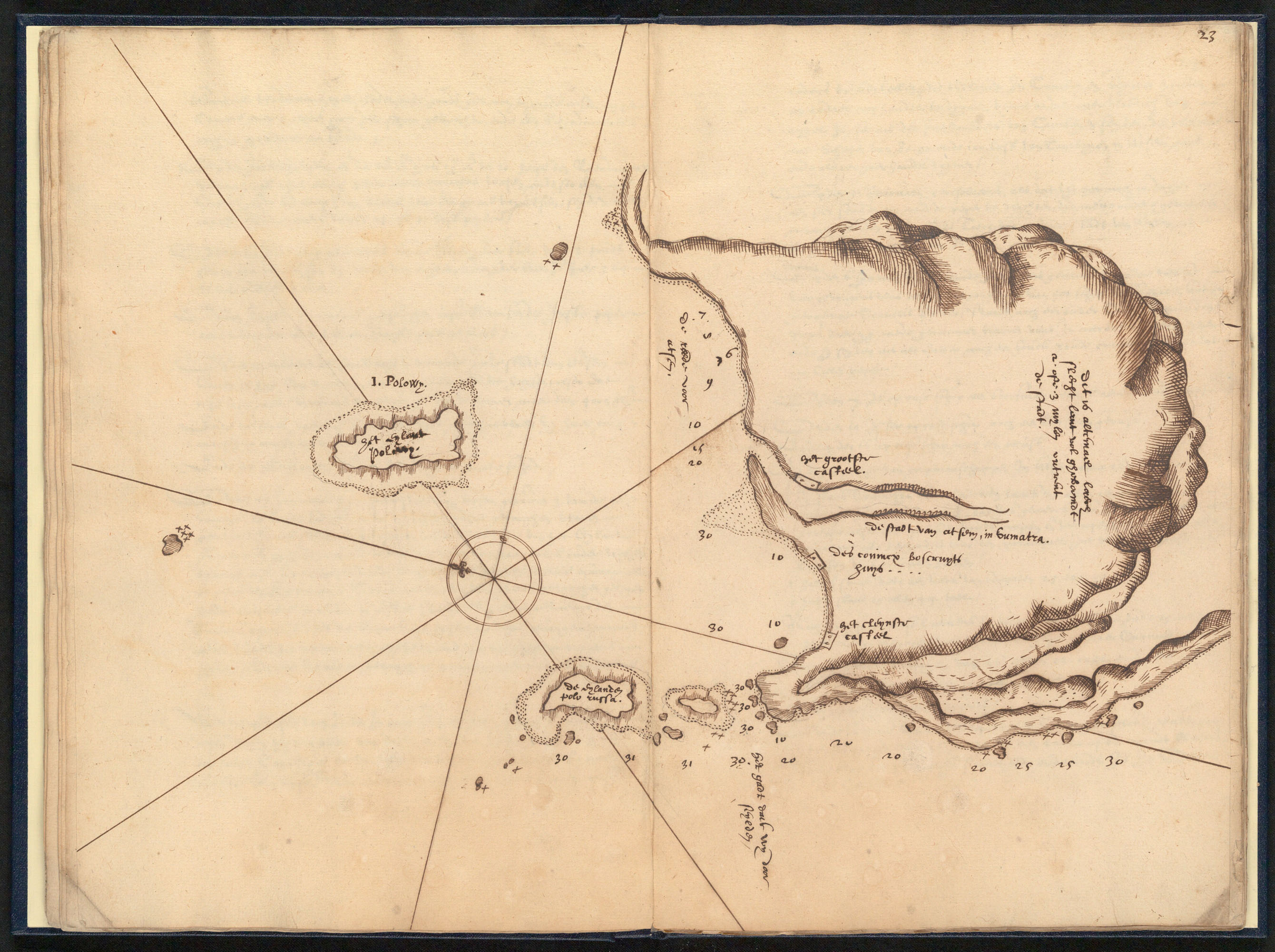
De rede van de stad Atjeh, met 'het grootste casteel', 'het cleynste casteel' en 'des conincx boscruyts huys'.

Op 8 juni haalde de Swarte Leeuw de Molukse vloot in, en Grenier bracht het nieuws over de strijd met de Spanjaarden. Enkele dagen later vervolgde het weer zijn eigen weg. Op 25 juli rondde het de Kaap de Goede Hoop en zeilde toen door naar Madagaskar, waar het op 17 augustus aankwam. Het schip had inmiddels veel scheurbuikgevallen aan boord, maar helaas was er bij de eilandbewoners niet veel proviand te krijgen tegen een betaalbare prijs. Wel kon de voorraad drinkwater worden aangevuld. Op 11 oktober vervolgde het schip de reis over de Indische Oceaan naar Atjeh. Onderweg ontmoette het de Zeeuwse schepen Middelburg en Zon met Gerard le Roy, die van Atjeh op weg waren naar Bantam. Op 15 december arriveerde ook de Swarte Leeuw in Atjeh. Hier bleek men de Nederlanders gunstiger gezind te zijn dan tevoren, als gevolg van vijandelijke acties van een Portugese armada onder admiraal Dom Andrea Furtado de Mendoça. Frederik de Houtman en anderen die er gevangen hadden gezeten waren door de sultan in augustus zonder nog losgeld te eisen overgedragen aan de expeditie van Le Roy en Laurens Bicker. Bicker was met de met peper geladen Zeeland en Langebark naar Nederland vertrokken. De peper was inmiddels schaars en duur in Atjeh, ook als gevolg van de oorlog tussen het sultanaat Atjeh en het sultanaat Johor.

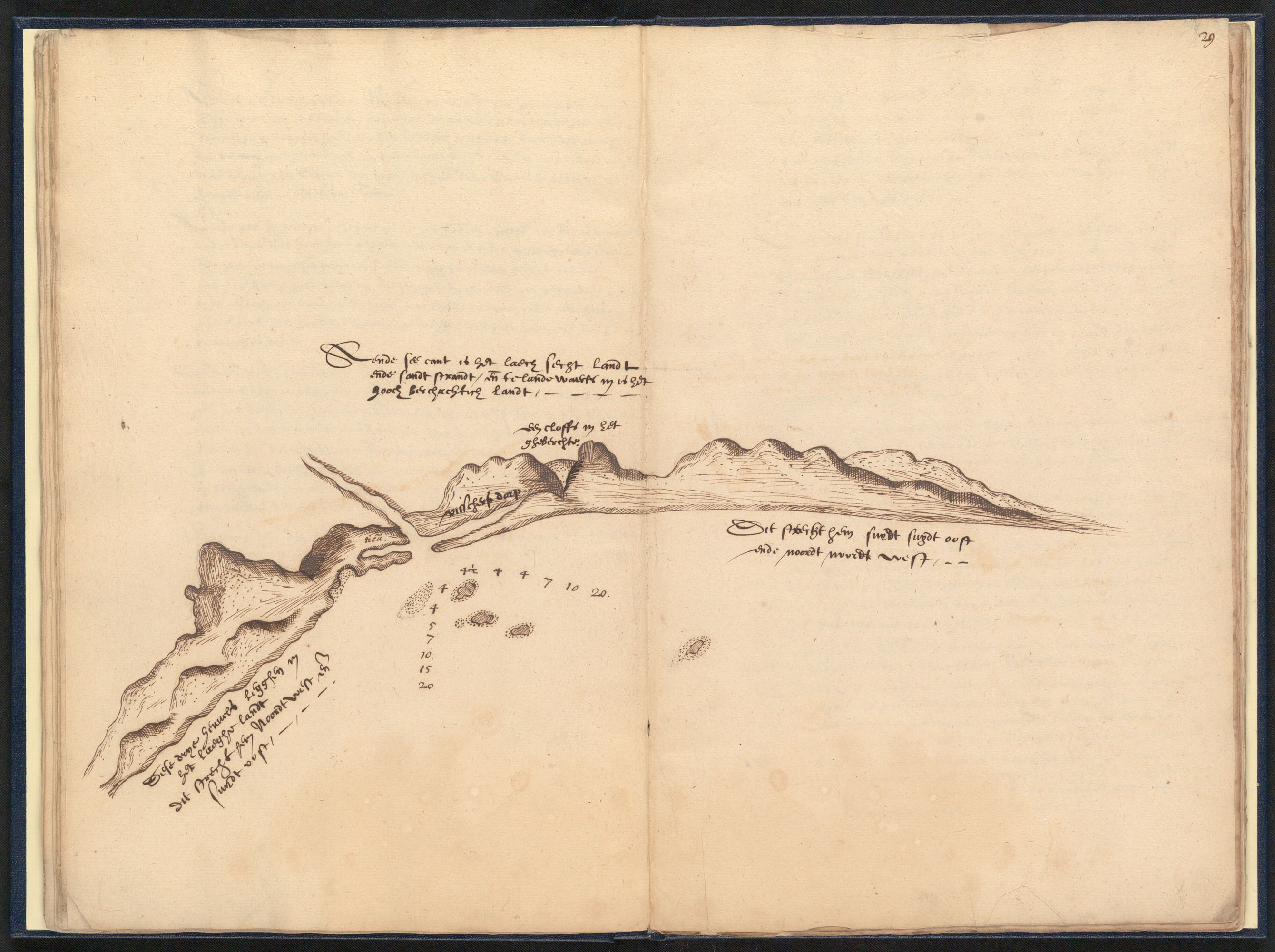
De kust bij het stadje Ticu.

De Swarte Leeuw werd verwelkomd door kooplieden van de Zeeuwse factorij die Le Roy er gesticht had. Een van hen was Lucas Antheunisz. Zij vergezelden Grenier bij een bezoek aan de sultan, waarbij geschenken werden uitgewisseld. Grenier wist nog zeven Nederlanders van de Witte Arend en de Zwarte Arend vrij te krijgen die in het zuidelijker gelegen Ticu gevangen waren gehouden. Er werd wat peper gekocht met realen van achten. Voor de meegebrachte koopwaar was weinig belangstelling, op lood en ijzer na. In de middag van 13 januari brak in de stad een grote brand uit. Er verbrandden ‘binnen de tyt van 2 uuren mer dan twee honderd huysen, alsoo dat onse losie mede verbrande alwaer in wij verlooren meer dan 4000 gulden’. Met nog weinig peper aan boord voer de Swarte Leeuw door naar Ticu, maar ook hier wilde de inkoop niet vlotten. De afgesproken prijs van peper werd tot drie keer toe verhoogd. Er werd toen besloten om een vissersprauw te kapen en de vissers te gijzelen. Met hen als ruilmiddel lukte de handel beter. De reis ging op 28 maart verder door Straat Soenda richting Bantam.

## Bantam

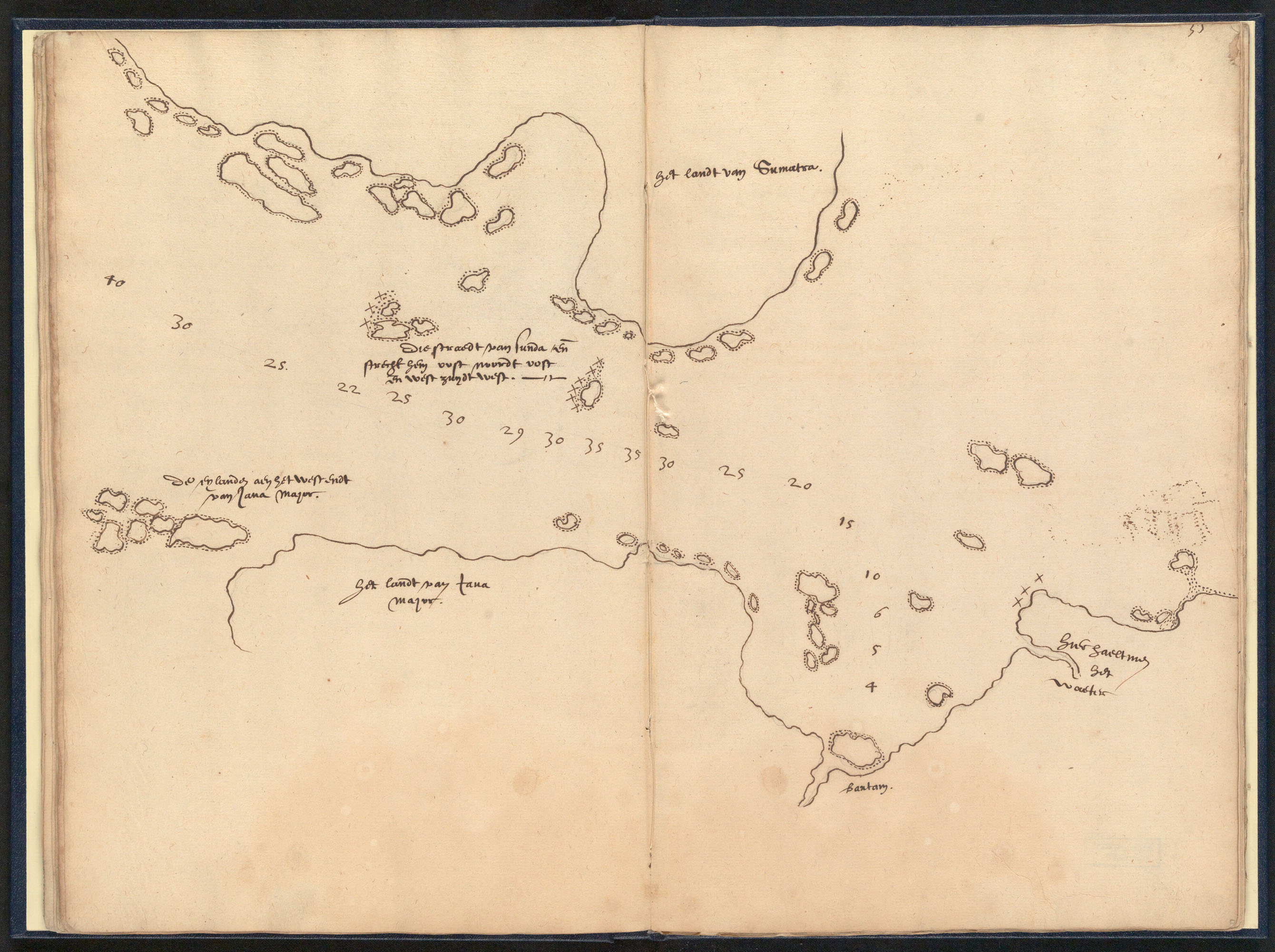
Straat Soenda met gepeilde diepten.

Op 4 april aangekomen in Bantam bleek Van Heemskerck er met de andere schepen al gearriveerd te zijn. Hij was vanwege ongunstige moessonwinden in plaats van naar Atjeh rechtstreeks naar Bantam gezeild. De Amsterdam en de Hoorn lagen er op de rede en met de andere vier schepen was hij verder naar het oosten gegaan. In Bantam was de reputatie van de Nederlanders groot nadat de Molukse vloot er drie maanden eerder de Portugese armada had verjaagd in de Slag bij Bantam. Ook was er ruim voldoende peper te koop, die bovendien regelmatig werd aangevuld door jonken uit Patani. Er was zoveel peper, nootmuskaat, foelie en kruidnagels te koop dat de meeste schepen geladen konden worden. Ook de Swarte Leeuw werd geladen met peper en een kleine hoeveelheid kruidnagels en foelie. Onder leiding van Hans Schuurmans (opperkoopman op de Hoorn) en Jan Grenier verlieten de Amsterdam, Hoorn, de uit het oosten teruggekeerde Enkhuizen en Groene Leeuw en de Swarte Leeuw op 11 mei Bantam, 'kostelijk uytgerust met Speceryen'. Van Heemskerck was met de Alkmaar en de Witte Leeuw verder naar Patani gegaan om te kijken of daar nog peper te koop was.

## Mauritius

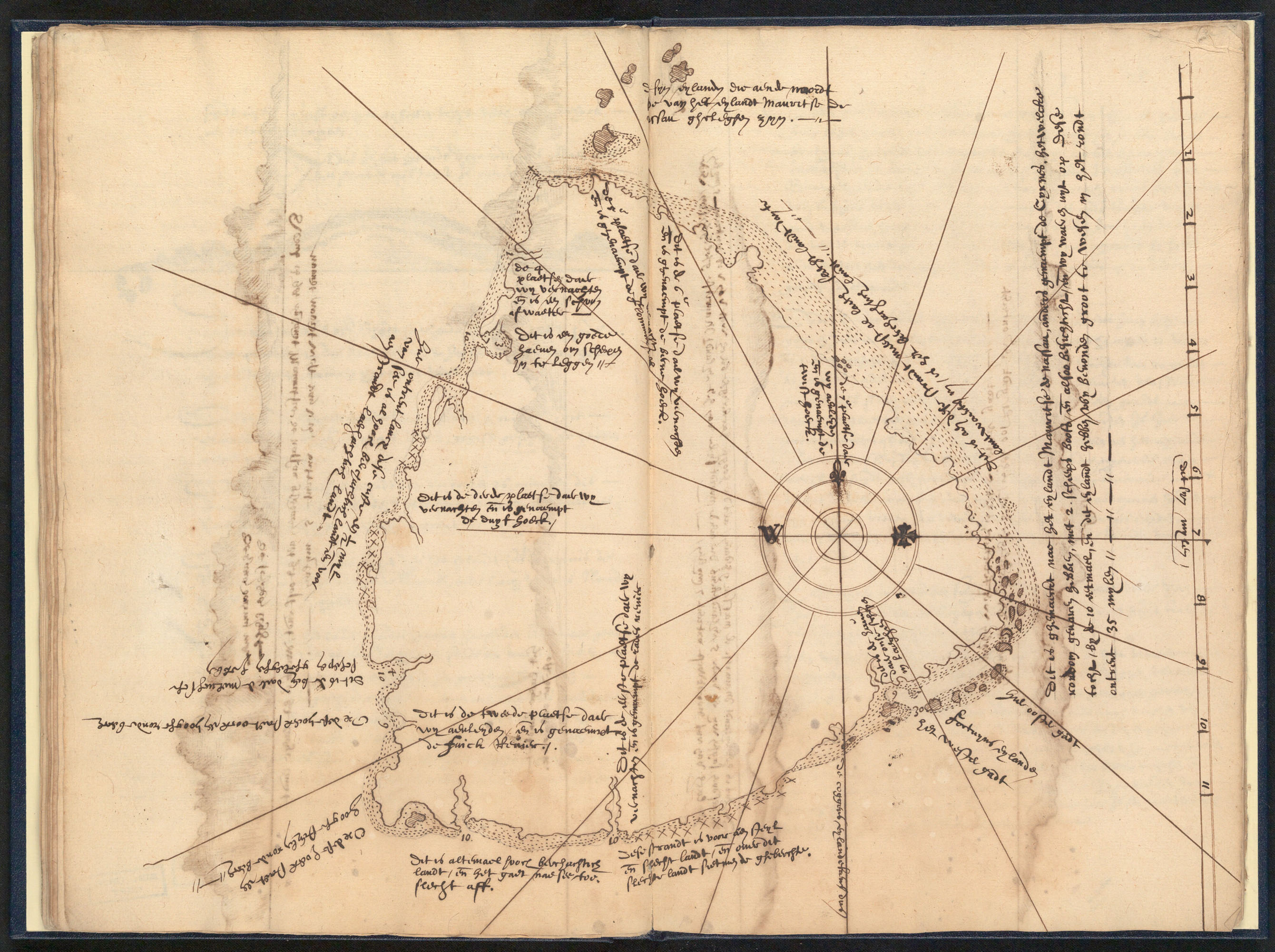
Kaart van Mauritius van Reijer Cornelisz.

Op de terugreis deed de vloot van 22 juni tot 7 september het onbewoonde eiland Mauritius aan. Hier kon volop proviand en drinkwater verzameld worden. Schildpadden, dodo’s en ander gevogelte, vissen en zelfs drie zeekoeien werden gevangen. Minder goed beviel de 'blaasopvis' (kogelvis), die giftig bleek te zijn. Het eten ervan maakte enkele zeelieden erg ziek. De stuurman Reijer Cornelisz. voer met twee boten om het eiland heen en bracht het in kaart.

## Sint-Helena
Op 26 oktober werd de Kaap de Goede Hoop gerond, en op 15 november kwam men bij Sint-Helena, waar de jacht en de visvangst echter weinig opleverden. Wel kon men veel sinaasappels verzamelen. Op 24 november verscheen hier ook Harmensz. met de Gelderland en de Zeeland van de Molukse vloot. Het Duyfken waren zij onderweg kwijtgeraakt, en twee andere schepen waren achtergebleven bij Ternate. De zeven schepen zeilden vervolgens naar het Braziliaanse eiland Fernando de Noronha om daar verder te ravitailleren. Ze kwamen er op 9 januari 1603 aan, en vernamen dat de Zeeland en de Langebark in maart de Portugese kraak Sao Tiago hadden gekaapt en honderden Portugezen daar aan land hadden gezet, vanwaar ze naar het Braziliaanse vasteland waren overgebracht. Daarna ging het via de Azoren naar het Kanaal, waar ze eind maart de Engelse haven Falmouth binnenliepen om nogmaals te provianderen. Op 20 april waren ze terug in Nederland. Het Duyfken bleek al in februari te zijn gearriveerd. Van Heemskerck was pas in juli 1604 terug, met nog maar zestig fitte zeelieden op de Witte Leeuw en een op de terugweg vanuit Patani in samenwerking met de sultan van Johor gekaapte Portugese kraak van 1400 ton, de Santa Catarina. De Alkmaar had hij op Madagaskar achter moeten laten omdat het schip niet zeewaardig meer was.

## Het journaal van Reijer Cornelisz

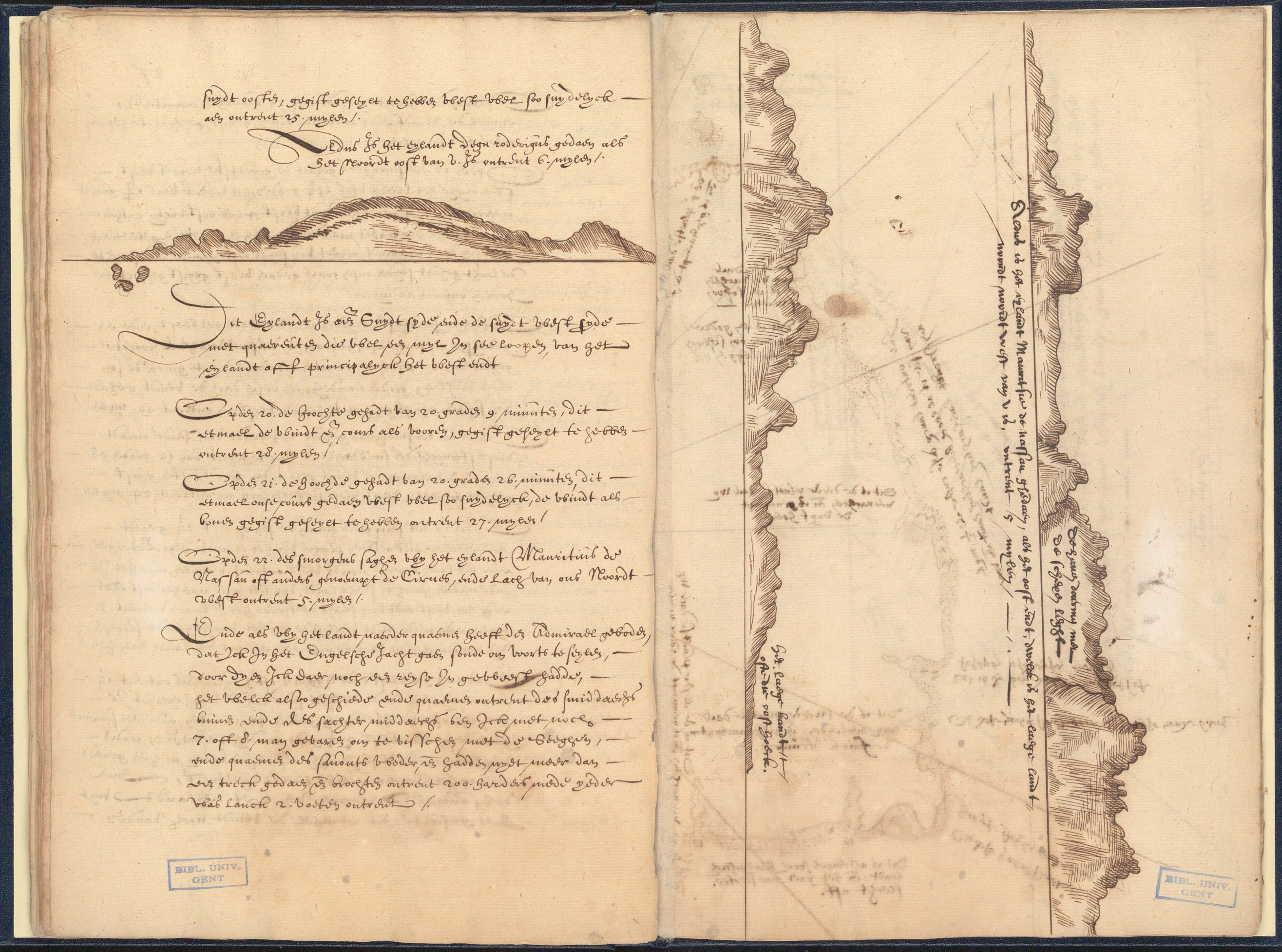
Pagina uit Reijer Cornelisz' journaal van de reis van de Swarte Leeuw, met kustprofielen van de eilanden Rodrigues en Mauritius.

De stuurman van de Swarte Leeuw, Reijer Cornelisz, was al eerder naar Oost-Indië geweest, met de Tweede Schipvaart onder leiding van Jacob van Neck. Hij was toen stuurman op de Utrecht en was met de viceadmiraal Wybrand van Warwijck naar Ternate gevaren. Hij had toen een scheepsjournaal bijgehouden dat bewaard is gebleven. Ook op de Swarte Leeuw hield hij een journaal bij vol nautische waarnemingen, en werkte dat na terugkomst uit tot een verslag. Hij voegde er door hem zelf getekende kaarten en kustprofielen aan toe zodat het kon dienen als navigatiegids voor toekomstige schepen. Hij kon er echter geen uitgever voor vinden. In 1645 nam Isaac Commelin een sterk ingekorte versie op in zijn Begin ende voortgangh van de Vereenighde Nederlantsche Geoctroyeerde Oost-Indische Compagnie. Het verslag kwam uiteindelijk terecht in de Universiteitsbibliotheek Gent. In 2003 verscheen het als het 101ste deel van de reeks Werken van de Linschoten-Vereeniging.